# West Valley City
West Valley City – miasto w stanie Utah w hrabstwie Salt Lake w Stanach Zjednoczonych.
W mieście rozwinął się przemysł spożywczy.

## Demografia
- Powierzchnia: 91,8 km²
- Ludność: 108 896 (2000)